# Euryoryzomys macconnelli
Espèce
Synonymes
- Oryzomys macconnelli Thomas, 1910[1]

Statut de conservation UICN

 LC  : Préoccupation mineure
Euryoryzomys macconnelli, la Souris terrestre de McConnell ou l'Oryzomys de McConnell, est une espèce américaine de rongeurs de la famille des Cricetidae.

## Description
Euryoryzomys macconnelli a une longueur du corps (sans la queue) de 130 à 166 mm, la longueur de la queue est de 124 à 175 mm, la longueur du pied arrière est de 35 mm.

## Répartition
On trouve Euryoryzomys macconnelli au Brésil, en Colombie, en Équateur, en Guyane, au Guyana, au Pérou, au Suriname et au Venezuela.
Son habitat naturel est les forêts décidues humides tropicales et subtropicales. La déforestation constitue une menace pour la survie de cette espèce, tout comme l'activité des chercheurs d'or en Guyane française et au Suriname.

## Taxonomie
L'espèce est nommée en l'honneur de l'explorateur britannique Frederick Vavasour McConnell.
Elle était auparavant placée dans le genre Oryzomys, sous le nom d’Oryzomys macconnelli, mais en 2006, elle est reclassée comme espèce type du nouveau genre Euryoryzomys.